# E・L・ドクトロウ
エドガー・ローレンス・ドクトロウ（Edgar Laurence Doctorow, 1931年1月6日 - 2015年7月21日）とは、アメリカの小説家である。

## 略歴
ニューヨークに生まれた。大学を卒業後、出版社の編集者を務め、1960年に「Welcome to Hard Times」で作家としてデビューした。
『ダニエル書』（1970年）、『紐育万国博覧会』（1985年）、『ビリー・バスゲイト』（1989年）、『ニューヨーク市貯水場』（1994年）とコンスタントに作品を出し続けており、『ラグタイム』（Ragtime）など映画化された作品も多くある。
2015年7月21日、肺癌の合併症のため死去。84歳没。

## 受賞歴
- 全米批評家協会賞小説部門（第1回、1976年）（"Ragtime"（『ラグタイム』 ）に対して）
- 同　（第14回、1989年）（"Billy Bathgate"（『ビリー・バスゲイト』）に対して）
- 全米図書賞小説部門（第37回、1986年）（"World's Fair"（『紐育万国博覧会』）に対して）
- ペン/フォークナー賞（第10回、1990年）（"Billy Bathgate"に対して）
- 同　（第26回、2006年）（"The March"に対して）

## 作品
- Welcome to Hard Times (1960年)
- Big As Life  (1966年)
- The Songs of Billy Bathgate (1968年)
- The Book of Daniel（『ダニエル書』）(1971年)
- Ragtime（『ラグタイム』 ）(1975年)
- Drinks Before Dinner (1979年)
- Loon Lake(1980年)
- American Anthem(1982年)
- Lives of the Poets: Six Stories and a Novella (1984年)
- World's Fair（『紐育万国博覧会』）(1985年)
- Billy Bathgate（『ビリー・バスゲイト』）(1989年)
- The Waterworks（『ニューヨーク市貯水場』）(1994年)
- City of God (2000年)
- Reporting the Universe(2003年)
- Sweet Land Stories(2004年)
- The March(2005年)
- Creationists: Selected Essays 1993-2006(2006年)
- Wakefield(2008年)
- All The Time in the World (2009年)
- Homer & Langley(2009年)

## 日本語訳された作品
- 『ラグタイム』 邦高忠二訳、早川書房、1977年
- 『ダニエル書』 渋谷雄三郎訳、サンリオ文庫、1985年
- 『ビリー・バスゲイト』 中野恵津子訳、文藝春秋、1992年
- 『紐育万国博覧会』中野恵津子訳、文藝春秋、1994年
- 『ニューヨーク市貯水場』中野恵津子訳、文藝春秋、1997年

## 映画化された作品
- ラグタイム  監督：ミロス・フォアマン (1981)
- ビリー・バスゲイト 監督：ロバート・ベントン (1991)
- アイ'ム ホーム 覗く男 監督：ロビン・スウィコード (2016)  原作 WAKEFIELD